# Tage Fahlborg
Tage Ragnar Valdemar Fahlborg (* 24. April 1912 in Stockholm; † 8. Januar 2005 ebenda) war ein schwedischer Kanute.

## Erfolge
Tage Fahlborg, der Mitglied im Stockholms KK war, nahm an den Olympischen Spielen 1936 in Berlin teil. Auf der Regattastrecke Berlin-Grünau startete er dabei gemeinsam mit Helge Larsson im Zweier-Kajak über die 10.000-Meter-Distanz. Sie beendeten das Rennen mit einer Laufzeit von 43:06,1 Minuten auf dem dritten Platz hinter den deutschen Paul Wevers und Ludwig Landen sowie Viktor Kalisch und Karl Steinhuber aus Österreich, womit sie die Bronzemedaillen gewannen. Sie blieben knapp eine Minute hinter Kalisch und Steinhuber, die nach 42:05,4 Minuten die Ziellinie überquerten, hatten aber auf die viertplatzierten Dänen Verner Løvgreen und Axel Svendsen 1:33 Minuten Vorsprung.